# Emérico III de Narbona
Emérico III ou Américo III de Narbona (em francês: Aymeri III) foi um governante de Narbona com origem na Casa de Lara que governou o viscondado de Narbona entre 1202 e 1239. O seu governo foi antecedido pelo de Pedro Manrique de Lara, seu pai e foi seguido pelo de Amalrico I.